# Ashland (Kalifornien)
|  | Dieser Artikel wurde aufgrund von inhaltlichen Mängeln auf der Qualitätssicherungsseite des Projektes USA eingetragen. Hilf mit, die Qualität dieses Artikels auf ein akzeptables Niveau zu bringen, und beteilige dich an der Diskussion! Eine nähere Beschreibung der zu behebenden Mängel fehlt. |

Ashland (früher auch San Leandro South) ist ein census-designated place (CDP) im Südosten von San Leandro im Alameda County im US-Bundesstaat Kalifornien mit 23.823 Einwohnern (Stand: 2020).
Die geographischen Koordinaten sind: 37,69° Nord, 122,12° West. Das Stadtgebiet hat eine Größe von 4,8 km². Zum Ostufer der südlichen Bucht von San Francisco sind es knapp sieben Kilometer.